# Cravatta Lavallière

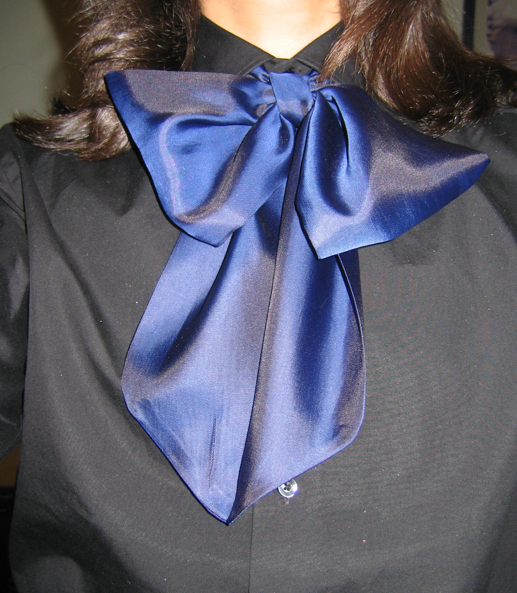
cravatta lavallière annodata come un farfallino

La Lavallière è un tipo di cravatta, tessuta in mussola o seta. Si tratta di un genere di cravatte molto estrose, eleganti ma disinvolte, confezionate in molti modi differenti, e da annodare quindi con differenti nodi. Può essere indossata sia da uomini che da donne; va bene anche nello smoking da donna.
Questo indumento è simile ad una sciarpa sagomata: uniforme nel senso della lunghezza, la stessa è variabile, potendo arrivare anche a 160 centimetri. Spesso una cravatta lavallière con una vivace fantasia è venduta insieme ad un gilet tessuto nello stesso modo.
La lavallière va annodata sempre morbidamente; è possibile annodarla come il farfallino, il farfallino doppio, o il "nodo impero", sempre con le estremità ricadenti in basso; il risultato sarà un fiocco molto più grande di quello ottenibile indossando il papillon. Inoltre è possibile ornare il tutto aggiungendo un monile a spilla nel nodo.

## Origine
Questo indumento ha preso il nome da Louise de la Vallière, favorita di Luigi XIV.